# HNK Rijeka
För teatern i Rijeka vars namn förkortas HNK Rijeka, se Kroatiska nationalteatern i Rijeka.
Hrvatski nogometni klub Rijeka, förkortat HNK Rijeka, är en kroatisk fotbollsklubb från Rijeka. Klubbfärgen är vit och laget spelar sina hemmamatcher på Kantridastadion.

## Historia
Fotbollsklubben grundades 1906 under namnet "Club Sportivo Olimpia". Klubben döptes om till Olympia i januari 1918, och Fiumana 1926 under påtryckningar från den nya italienska fascistiska regimen, och 1946, under den jugoslaviska militäradministrationen av staden, döptes den om till SD Kvarner. Klubben bytte namn till NK Rijeka 1954 och tog tre år senare steget upp i den jugoslaviska högsta ligan. 
1978 vann klubben jugoslaviska cupen och upprepade sedan bedriften året efter.
Efter Jugoslaviens sönderfall 1991 har Rijeka spelat i kroatiska högsta ligan Prva HNL.

## Meriter
Kroatiska mästare (2)2016/2017 2024/2025
Kroatiska cupen (6)2004/2005, 2005/2006, 2013/2014, 2016/2017, 2018/2019, 2019/2020
Supercupen (1)2014
Segrare Jugoslaviska cupen (2)1977/1978, 1978/1979
Segrare Balkancupen för klubblag (1)1978

## Placering tidigare säsonger
| Säsong    | Nivå | Liga       | Placering | Referens |
| --------- | ---- | ---------- | --------- | -------- |
| 2009/2010 | 1    | Prva HNL   | 9         | [ 3 ]    |
| 2010/2011 | 1    | Prva HNL   | 9         | [ 4 ]    |
| 2011/2012 | 1    | Prva HNL   | 12        | [ 5 ]    |
| 2012/2013 | 1    | Prva HNL   | 3         | [ 6 ]    |
| 2013/2014 | 1    | Prva HNL   | 2         | [ 7 ]    |
| 2014/2015 | 1    | Prva HNL   | 2         | [ 8 ]    |
| 2015/2016 | 1    | Prva HNL   | 2         | [ 9 ]    |
| 2016/2017 | 1    | Prva HNL   | 1         | [ 10 ]   |
| 2017/2018 | 1    | Prva HNL   | 2         | [ 11 ]   |
| 2018/2019 | 1    | Prva HNL   | 2         | [ 12 ]   |
| 2019/2020 | 1    | Prva HNL   | 3         | [ 13 ]   |
| 2020/2021 | 1    | Prva HNL   | 3         | [ 14 ]   |
| 2021/2022 | 1    | Prva HNL   | 4         | [ 15 ]   |
| 2022/2023 | 1    | SuperSport | 3         |          |
|           |      |            |           |          |